# Solitudevej
 Denne artikel omhandler gaden på Nørrebro. Opslagsordet har også en anden betydning, se Solitudevej (vise).
Solitudevej er en gade på Nørrebro i København, i 1679 kaldt "den kongelige jagtvej" – ikke at forveksle med den nuværende Jagtvej.
Vejen førte fra Nørrebrogade ned til landstedet Solitude (eller Solitudo - latin for "ensomhed"), der ved sin opførelse omkring 1720 lå helt isoleret. Det blev opført af grev U.A. Holstein. På landstedet var der 1770-83 indrettet en inokulationsanstalt. Ved Solitudevej lå traktørstedet Lille Ravnsborg fra begyndelsen af 1800-tallet. Her boede Johanne Louise Heiberg som barn, da hendes forældre ejede stedet.
Landstedets jorder blev udstykket i 1870, og i 1902 blev det revet ned.
Solitudevej er mest kendt som titel på Poul Sørensens revyvise, som Elga Olga sang i 1953. 
En kunstner kaldte på et maleri på et nu brændt plankeværk ved vendepladsen for enden af gaden pladsen for Elga Olga Plads.
Gaden har i dag kun husnumre op til 5 og 6; bygningerne med højere numre blev nedrevet som led i saneringen af den sorte firkant.
Industriforeningens Kampklub havde i 1970'erne lokaler i gaden.